# Skärholmens bergbana
Skärholmens bergbana är en snedhiss mellan bostadsområdena Skärholmen och Ekholmshöjden i Stockholm.
Banan, som är byggd för obemannad drift, är 63 meter lång. Den inglasade hisskorgen löper på räls och har plats för cirka 30 personer. Banan går med 1 m/sek och tar cirka en minut. Hela anläggningen har ett övervakningssystem, som är bemannat dygnet runt.

## Historik
Bostadsområdet Ekholmshöjden ligger 30 meter högre än Skärholmen Centrum.
En 60 meter lång gångtunnel och hiss inne i berget var tillsammans med en lång trappa förbindelsen till centrum när området byggdes i slutet av 1960-talet. Många boende i områdena upplevde att gångtunneln och hissen var en otrygg och otrevlig miljö.
I samband med ytterstadssatsningen 1996 bildade boende på ”Höjden” en arbetsgrupp för en tryggare och bättre lösning av förbindelsen till centrum.
Med hjälp av konsulter utredde de olika alternativ, och de boende ansåg att den bästa lösningen var en bergbana med en öppen lösning i markplanet och med en ombyggd trappa intill. Detta skulle ge bättre insyn och utblick, ökad social kontroll och trygghet.
I augusti 2000 tog gatu- och fastighetsnämnden och Stockholmshems styrelse beslut om att bygga en bergbana och även bygga om trappan. Bygget startade den 29 september 2000, och invigdes 20 juni 2001 av borgarrådet Sten Nordin och Stockholmshems förvaltningschef Gunilla Öhrn.

## Nya bergbanan
Efter många år med återkommande driftstopp beslutades att en ny bergbana skulle byggas. 
Trafiknämnden fattade 2015 ett inriktningsbeslut för byggandet av ny snedhiss och fattade 2019 ett genomförandebeslut.
Den nya banan tros komma att bli mer driftssäker än den nuvarande, tack vare att den byggs enligt en mer standardiserad teknisk konstruktion och genom att den skyddas mot kraftigt väder. Den blir lättare att underhålla och reparera, och driften blir dessutom mer energieffektiv.
Den nya bergbanan är tänkt att vara klar 2026 och vara en snedbanehiss.